# Ogier Ghislain
Ogier Ghislain is een hoorspel van Peter van Gestel. De NCRV zond het uit op maandag 13 maart 1967. De regisseur was Johan Wolder. De uitzending duurde 68 minuten.

## Rolbezetting
- Wiebe van der Velde (Ogier Ghislain als jongeman)
- Wam Heskes (Ogier Ghislain als oudere man)
- Jeroen Krabbé (Quakelbeen, zijn vriend)
- Els Buitendijk (Donna Isabella, zijn grote liefde)
- Tonny Foletta (François)
- Martin Simonis (Pieter)
- Paul van der Lek (Erasmus)
- Jos van Turenhout (een Spaanse kapitein)
- Corry van der Linden (Brechtje)
- Wim Grelinger (Don Pedro)
- Rob Geraerds (koning Ferdinand)
- Cees van Ooyen (Rudolfo, een nar)
- Herman van Eelen (Joessoef)
- Donald de Marcas (Bajazet)
- Han König (Soliman)
- Tine Medema (Roxolana)

## Inhoud
Ogier Ghislain de Busbecq is de zoon van een niet zo rijk en niet zo arm edelman. Daarom is hij voorbestemd een dienaar van een koning of een keizer te worden. Op een goede of misschien kwade dag zal een of andere koning ingelicht worden over zijn kwaliteiten en aangezien zo’n hooggeplaatste persoon talloze zorgen heeft, zal hij hem een slecht betaald baantje geven en hem tot zijn dienaar maken. Maar eerst gaat Ogier naar Leuven om te studeren. Hij ontmoet daar de Vlaming Willem Quakelbeen, zoon van een rijk koopman, die er zo’n beetje medicijnen studeert en verliefd is op de Spaanse Donna Isabella, dochter van Don Pedro de Lasso de Costilla, ridder in de Orde van Santiago. Ogier ziet kans bij Donna Isabella toegelaten te worden, teneinde over zijn vriend Willem te spreken, maar wordt zelf tot over zijn oren verliefd op de Spaanse en zij op hem. Willem Quakelbeen komt ondertussen met een Vlaamse schone opdraven. In opdracht van koning Ferdinand van Oostenrijk trekt Ogier naar Turkije, samen met zijn vriend Willem, die inmiddels dokter is geworden…
(Ogier Ghiselin van Boesbeeck (1520- 1592) was een schrijver, herbalist en diplomaat in dienst van drie generaties Oostenrijkse monarchen. Hij was ambassadeur in het Ottomaanse rijk en tijdens zijn verblijf in Istanboel schreef hij zijn Turkse brieven.)